# Iglesia de Santa Lucía (Calatayud)
La iglesia de Santa Lucía fue un edificio situado en la ciudad española de Calatayud, en la provincia de Zaragoza.

## Descripción
El edificio se encontraba en la ciudad española de Calatayud, perteneciente a la provincia de Zaragoza. Se menciona en el quinto volumen del Diccionario geográfico-estadístico-histórico de España y sus posesiones de Ultramar de Pascual Madoz, en la entrada correspondiente a Calatayud, con las siguientes palabras:

Sta. Lucia: tambien parr. de esta pobl., está sit. en frente del conv. de Dominicos; es encomienda de la órden de San Juan, y se halla servida por un cura de segundo ascenso que presentaba aquella órden, y por un sacristan: su igl. de una sola nave lista, cuya fáb. es de mamposteria y ladrillo, contiene solo el retablo mayor y 2 altares colaterales; pero en su pavimento se encuentran 2 hermosas sepulturas, que son las mejores que hay en toda la c.: en una de ellas se ve de relieve en una losa de alabastro, la figura de cuerpo entero de un comendador, con su espada, cuya empuñadura descansa sobre la cruz del pecho que lleva en su hábito de templario, estendiéndose hasta los pies, teniendo tambien sobre el costado izq. la cruz de la Orden de San Juan; y en su contorno se lee, aunque con alguna dificultad: «Frey Miguel Martinez de Marcilla, comendador de Temple de Huesca, de edad de 67 años á 21 de enero de 18: la otra sepultura del mismo tamaño y materia, no contiene figura alguna, pero de una pequeña parte de su inscripcion que puede leerse, aparece tambien que es de un comendador de San Juan.
(Madoz, 1846, p. 262)